# 19-نوركولستان
19-نوركولستان هو ستيران مع 26 ذرة كربون.